# Sangue na culinária

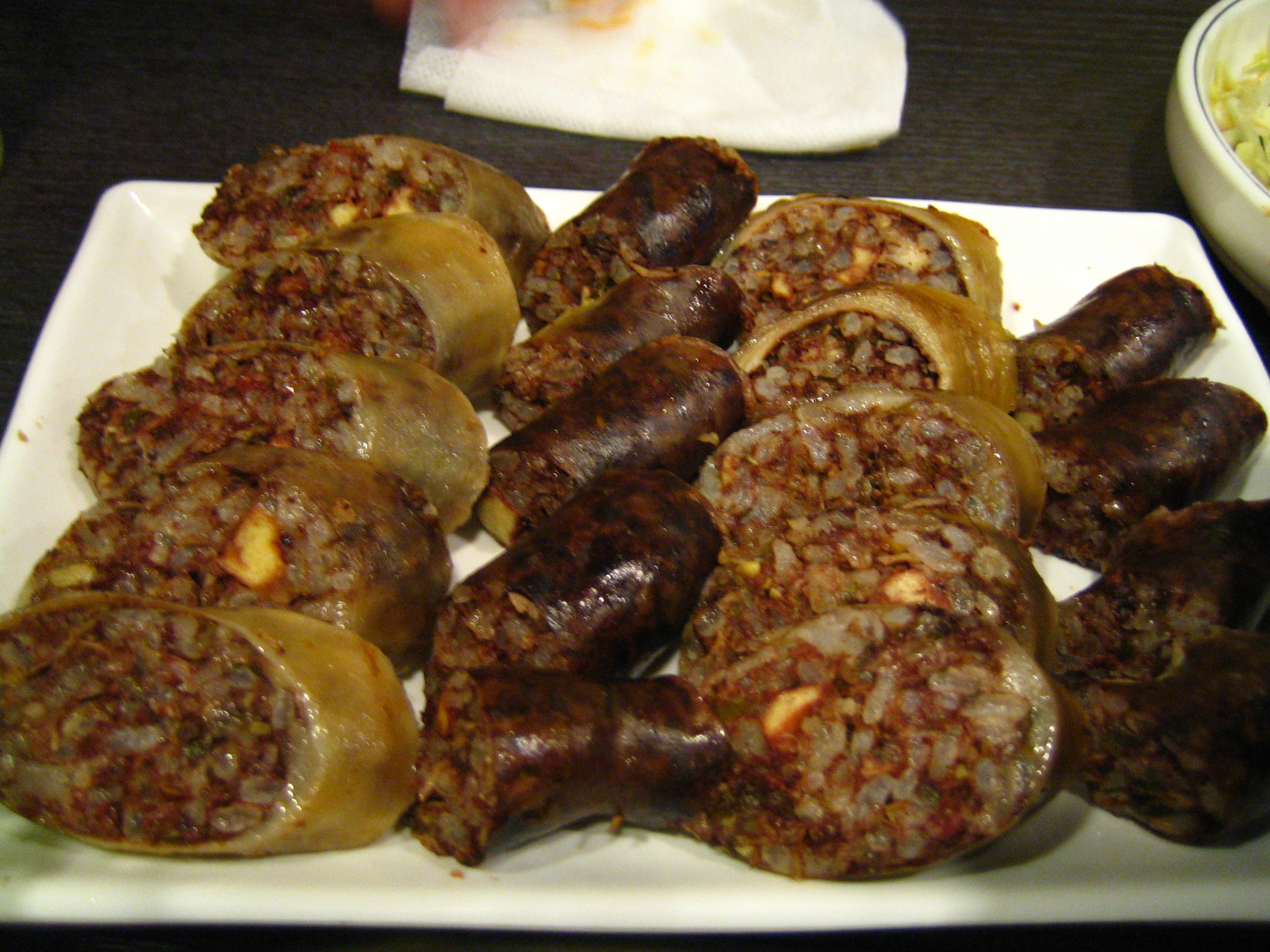
Soondae, uma morcela da Coreia.

Algumas culturas consomem sangue como alimento, muitas vezes em combinação com carne. O sangue pode estar na forma de morcela, como um espessante para molhos, uma forma salgada curada para tempos de escassez de alimentos, ou em uma sopa de sangue.  Este é um produto de animais domésticos, obtido em um lugar e tempo onde o sangue pode esvair em um recipiente e ser rapidamente consumido ou processado.  Os Masai da Tanzânia consomem o sangue de gado bovino — que é vertido diretamente do pescoço do animal vivo e a ferida é deixada para sarar — misturado com leite.  Em muitas culturas o animal é abatido.  Em algumas delas, o sangue é um tabu alimentar.

## Métodos de preparação

### Salsicha

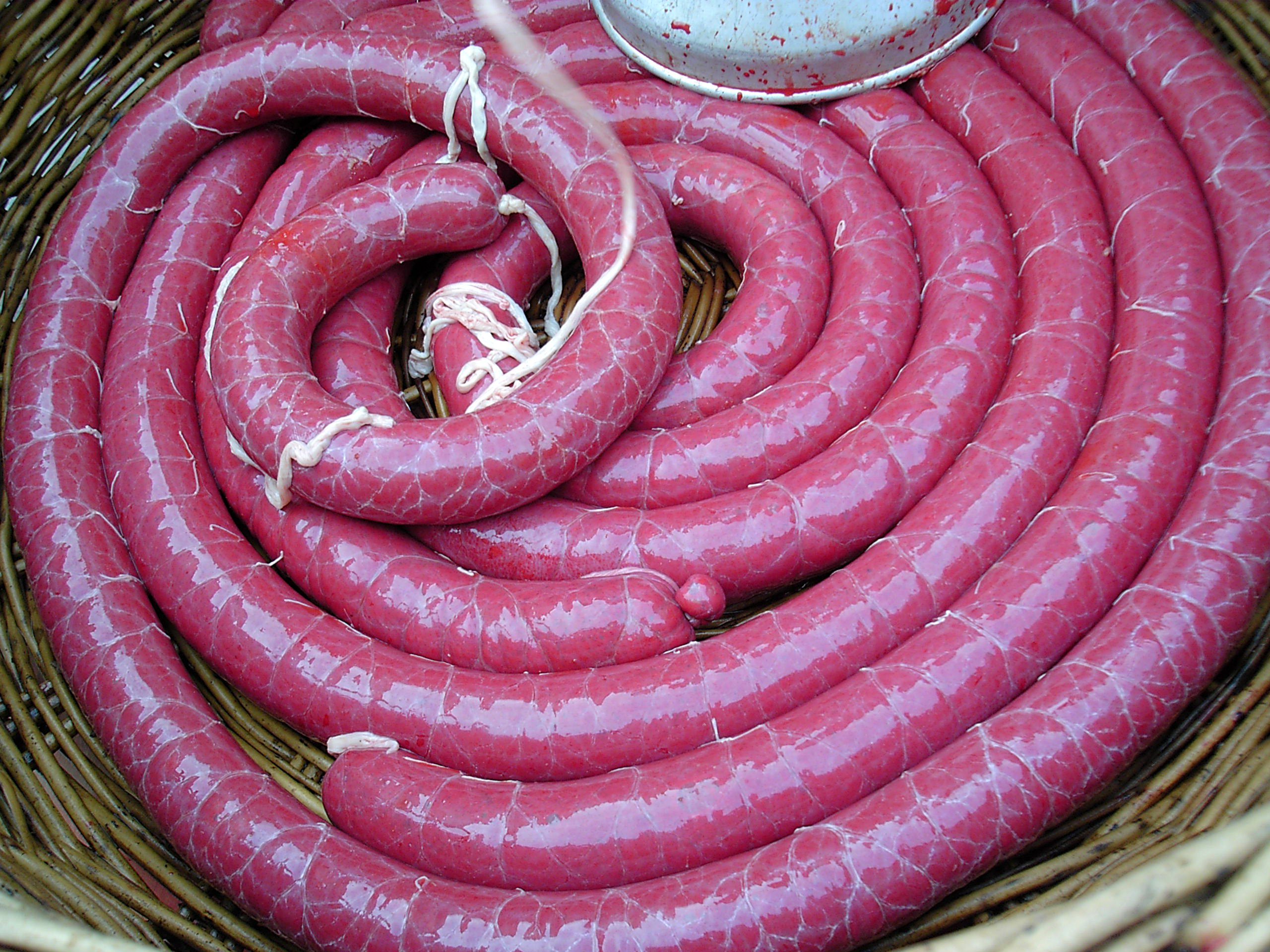
Morcela, antes de ser cozida

Chouriço de sangue, ou morcela, é qualquer salsicha feita cozinhando sangue animal com enchimento até que esteja grosso o suficiente para congelar quando resfriado. Sangue de porco ou de gado bovino são os mais frequentemente usados. Enchimentos típicos incluem carne, gordura, banha, pão, arroz, cevada e farinha de aveia. Variedades incluem drisheen, moronga, morcela, blutwurst, zungenwurst, kishke (kaszanka), biroldo, mustamakkara, e muitos tipos de boudin.

### Panquecas

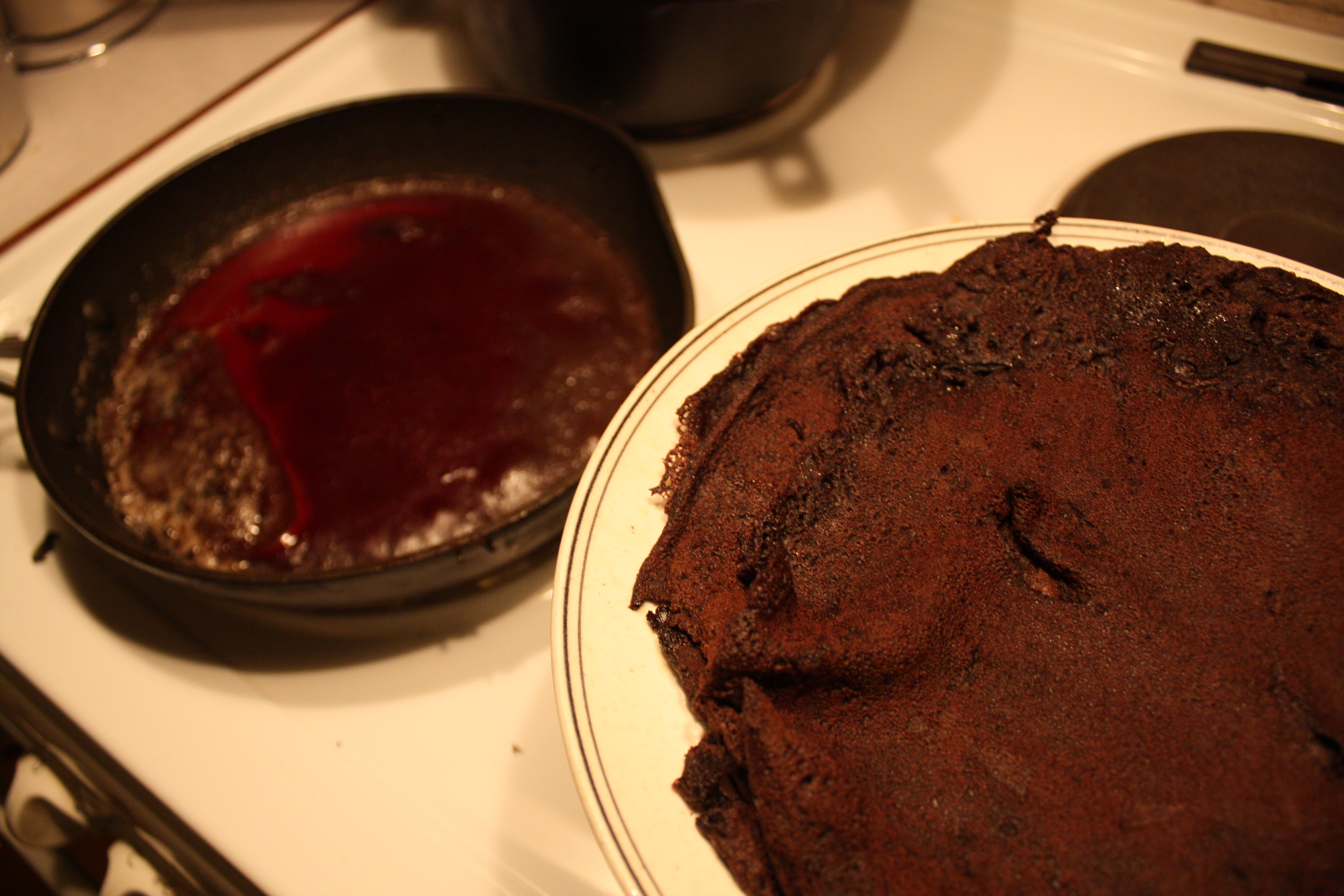
Blodplättar, panquecas de sangue da Suécia

Panquecas de sangue são encontradas na Escandinávia e no Báltico; por exemplo, o sueco blodplättar, o finlandês veriohukainen e o estoniano veripannkoogid.

### Sopas, ensopados e molhos

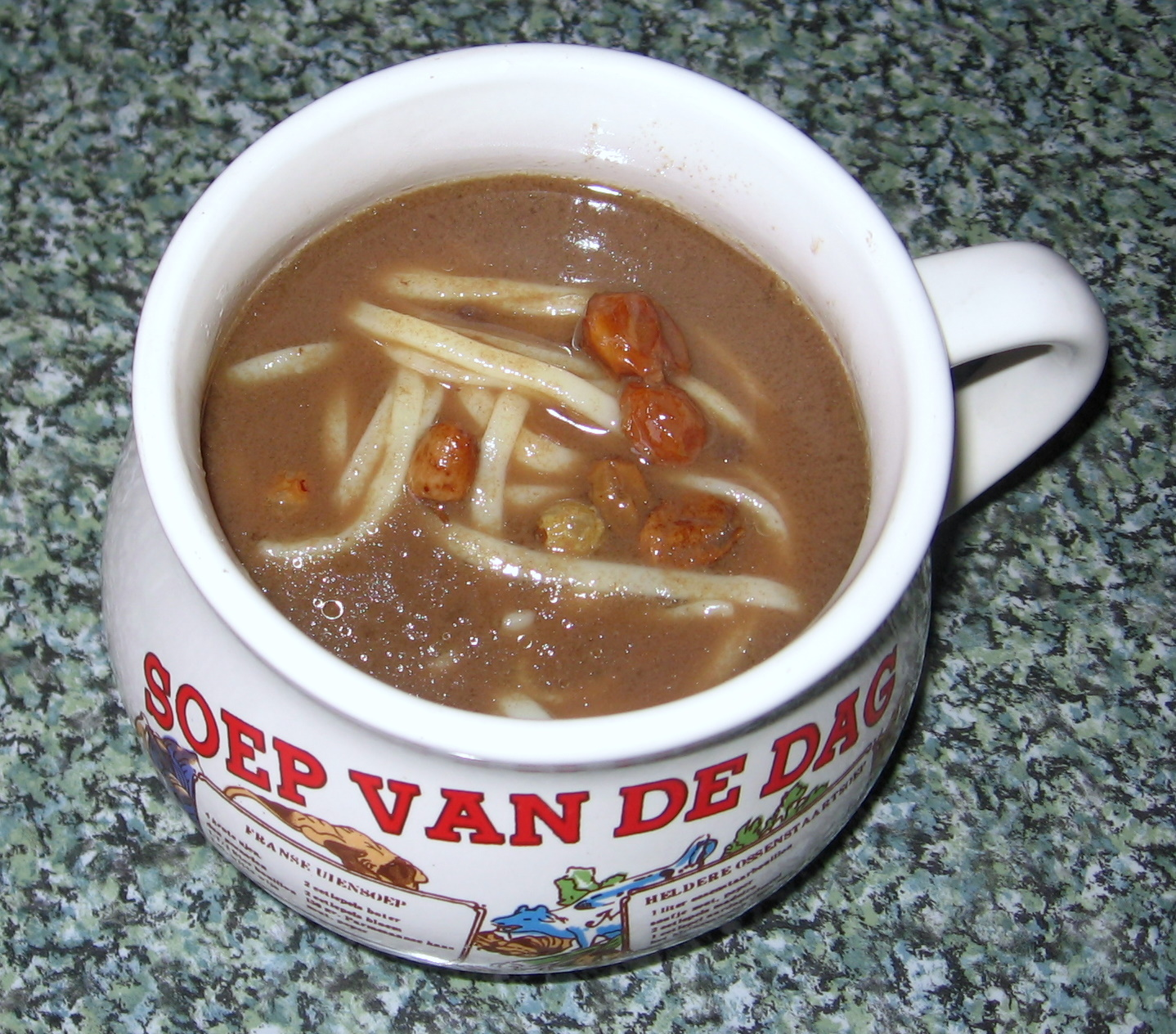
Czernina, uma sopa de sangue da Polônia

Sopas de sangue e ensopados, que usam sangue como parte do caldo, incluem czernina, dinuguan, haejangguk, mykyrokka, tiet canh e svartsoppa.
Sangue é também usado como um espessante em molhos, como coq au vin ou pato prensado, e chouriços, como tiết canh. O sangue pode proporcionar sabor ou cor de carne, como na cabidela.

### Solidificado
Sangue pode também ser usado como um ingrediente sólido, tanto congelando-o antes do uso, quanto cozinhando-o para acelerar o processo.  Na Hungria, muitas famílias abatem um porco pela manhã e o sangue é frito com cebolas e servido no café da manhã. Na China, "tofu de sangue" (chinês: 血豆腐, pinyin: xiě dòufǔ), é na maioria das vezes feito com sangue de porco ou de pato, no entanto sangue de frango ou de vaca também podem ser usados. O sangue é congelado e simplesmente cortado em pedaços retangulares e cozido. Este prato também é conhecido em Java como saren, feito com sangue de galinha ou porco. O tofu de sangue é encontrado no prato curry mee, bem como no prato Sichuan, maoxuewang. No Tibete, sangue congelado de iaque é um alimento tradicional.

### Cru
Em alguns casos, o sangue é usado como um ingrediente sem qualquer preparação adicional.  Sangue cru não é frequentemente consumido, mas pode ser usado como um adicional a bebidas e outros pratos. Um exemplo é o consumo de sangue de foca: "alimentos inuítes geram um forte fluxo de sangue, uma condição considerada saudável e indicativa de um corpo forte." Após o consumo de sangue e carne de foca, pode-se olhar para suas veias do pulso para provar a força que o alimento inuíte fornece. As veias se expandem e escurecem e, como Kristen Borré observa, "o sangue da pessoa se torna fortificado e melhora na cor e na espessura." Sangue de foca é "visto como um fortificante do sangue humano por repôr nutrientes esgotados e rejuvenescer o suprimento de sangue, é considerado uma parte necessária da dieta inuíte."

## Consumo religioso de sangue
A Igreja Católica, bem como a Ortodoxa Oriental, e algumas igrejas anglicanas e luteranas, acreditam que no ritual da Eucaristia, os fiéis consomem, literalmente, o sangue de Jesus. Entretanto, a oração pós-comunhão do Livro de Oração Comum anglicano de 1662, descreve, na verdade, a refeição como "alimento espiritual".

## Considerações culturais
Algumas culturas consideram o sangue como uma forma de tabu alimentar. Em religiões abraâmicas, culturas judias e muçulmanas proíbem o consumo de sangue. No Novo Testamento, o sangue era proibido por um Decreto Apostólico e ainda é entre ortodoxos gregos.
O grupo étnico Ibo da Nigéria não tem proibições explícitas sobre comer sangue, mas a maioria considera o ato repugnante e se nega a comer qualquer carne notadamente "sangrenta" ou mal cozida (como carne crua em sushis ou em bife preparado cru). Cabras, gado bovino, e outros animais abatidos na maneira tradicional ibo são executados com um único corte em todo o pescoço e, em seguida, a maior parte ou todo o sangue é drenado lentamente a partir da ferida. Esta prática pode ter sido influenciada pela comunidade ibo-judia que aparentemente precede o contato com a Europa. Muitos ibos que compram carne embalada em mercearias e supermercados têm o hábito de lavar o sangue da carne com água antes de prepará-la.

## Pratos

### África
Entre os masai, beber sangue de gado bovino é parte da dieta tradicional, particularmente após ocasiões especiais como o ritual da circuncisão ou o nascimento de uma criança.

### Ásia

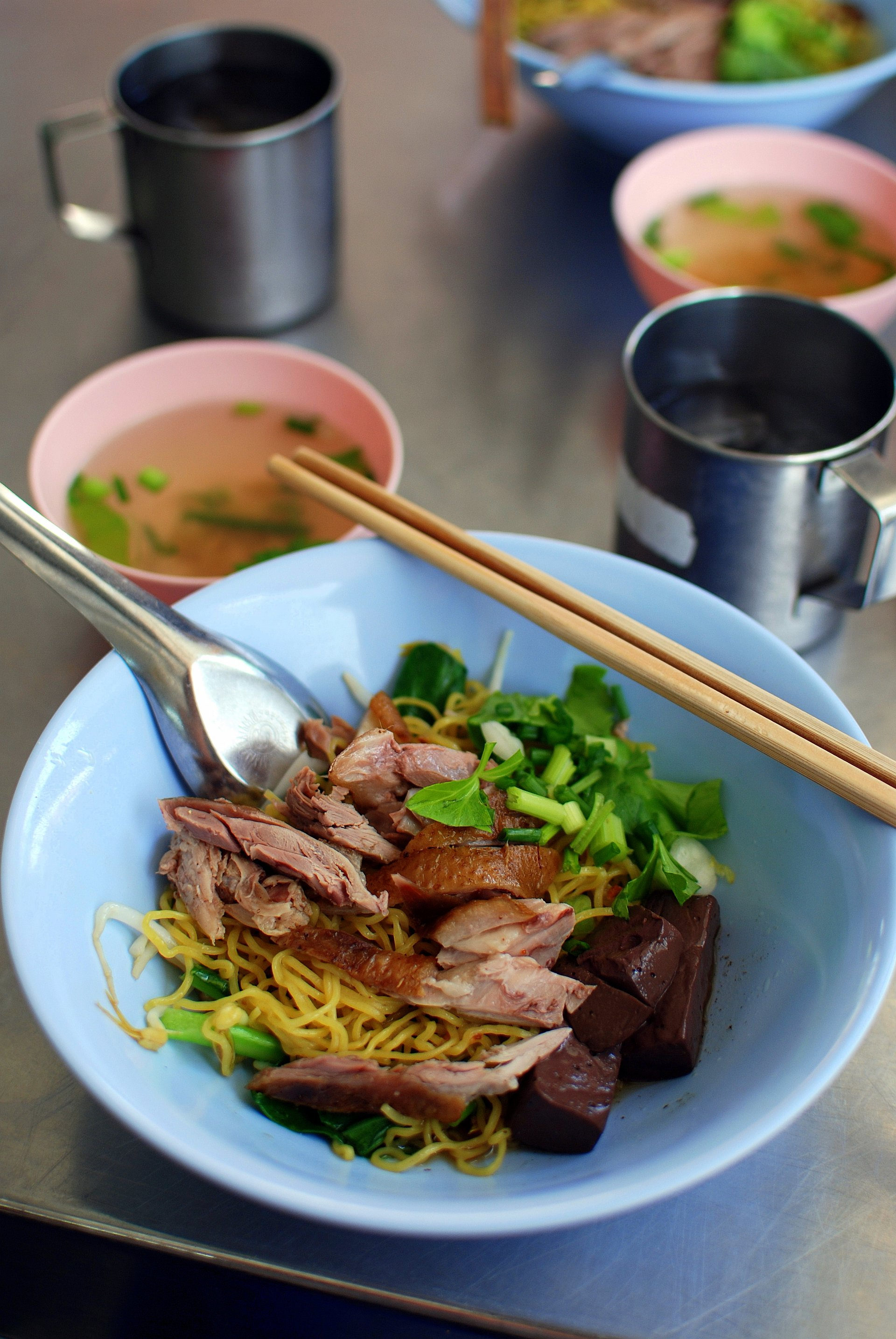
Bami haeng ped em Chiang Mai, Tailândia: macarrão de trigo com porções de pato e sangue coalhado

Na China, Tailândia, e Vietnã, sangue coagulado de galinha, pato, ganso ou porco, conhecido em chinês como "tofu de sangue" (血豆腐, ou "xiě dòufǔ") é usado em sopas, como o clássico prato tailandês tom lued moo (sopa de sangue de porco).  A Tailândia tem também um prato conhecido como nam tok, que é um caldo picante enriquecido com sangue cru de vaca ou porco. É frequentemente usado para enriquecer pratos simples de talharim. Em Taiwan, a torta de sangue de porco (chinês tradicional: 豬血糕, pinyin: zhū xiě gāo) é feita de sangue de porco e arroz glutinoso. É frita ou cozida a vapor, ou ainda cozida em um hot pot. 

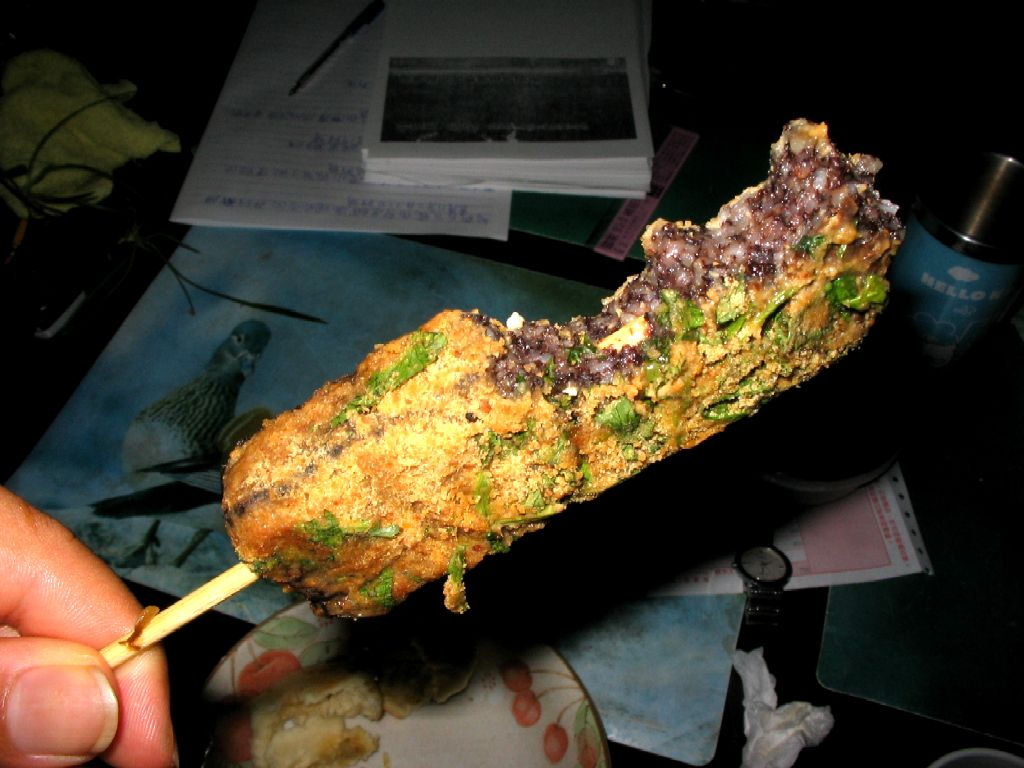
Morcela frita (豬血糕) em um espeto

Na Coreia, as pessoas consomem o Haejangguk, uma sopa com sangue coagulado e soondae, um prato de salsicha de sangue (ou morcela) feita geralmente com tripas de vaca ou porco fervidos ou cozidos no vapor e recheados com vários ingredientes, como macarrão celofane, kimchi, cebolinho e outros.
Nas Filipinas, um prato popular chamado dinuguan é feito de sangue de porco, temperado com siling mahaba, e tradicionalmente comido com arroz branco.
Em Laos, e algumas vezes na Tailândia (especialmente no nordeste), uma versão de laap, uma salada de carne, é feita com carne crua moída, temperada em especiarias e coberta com sangue. Algumas pessoas na China e no Vietnã também consideram certos tipos de sangue de cobra como um afrodisíaco, e o bebem com vinho de arroz.
No estado Tamil Nadu na Índia do Sul, sangue frito de cordeiro é um prato comum do café da manhã e do almoço. Quando preparado sozinho é chamado de raththam poriyal. É mais frequentemente frito com estômago e intestinos de cordeiro com especiarias como gengibre, alho, cravo-da-índia, canela, pimenta vermelha em pó, pimentas verdes, coentro, cominho, chalotas e coco ralado. Este prato é muito comum na região de Madurai e Kongu Nadu em Tamil Nadu.
Na Indonésia, especialmente a tribo batak na Sumatra do Norte, o sangue de porco é usado como um ingrediente e molho misturado com Zanthoxylum mum cozinhado chamado sangsang (lê-se "saksang").
No Vietnã, sangue de porco congelado é usado em bun bo hue, uma sopa picante em que o sangue é simplesmente solidificado e, em seguida, colocado no caldo para absorver o sabor. É também tradicional a sopa de sangue cru, ou tiết canh.

### Europa
No Reino Unido, Irlanda e alguns países da Commonwealth, black pudding ou blood pudding é uma morcela ou chouriço feito de sangue misturado com cereais, como farinha de aveia. A morcela também é popular na Suécia (blodkorv), Finlândia (mustamakkara) e em alguns países Bálticos, por exemplo, Letônia (asinsdesa) e Estônia (verivorst), como também na Polônia (kaszanka), Alemanha (blutwurst), Áustria (blunzen), Hungria (véres hurka), Espanha (morcilla, botifarra), Eslováquia (jaternica), Eslovênia (krvavica) e França (boudin).
Na Irlanda, há ampla evidência da persistência da prática de sangrar o gado vivo até o século XIX. Isso era considerado uma medida preventiva contra doenças bovinas, e o sangue tirado, quando misturado com manteiga, ervas, aveia ou farinha de trigo, fornece um alimento nutritivo de emergência.
Na Suécia, a sopa de sangue svartsoppa, feita com sangue de ganso, é tradicionalmente consumida na véspera de São Martinho, especialmente na região sul da Escânia. Outros pratos populares incluem blodpudding (morcela), blodplättar (panquecas de sangue), blodpalt (bolinhos de batata aromatizados com sangue de rena ou de porco) e paltbröd (pão com sangue, que é seco e fervido, e comido junto com carne de porco frita e molho béchamel ou de cebola).
Na Finlândia, o sangue de porco é usado com leite, farinha e melaço para fazer panquecas "veriohukainen", usualmente servido com geleia de arando vermelho. Mykyrokka é uma sopa de carne e vísceras de animais com pasteis cozidos de sangue e farinha de cevada.
No norte da Alemanha, sangue de porco é usado tradicionalmente misturado com vinagre, sobras de outras comidas, especiarias e açúcar para fazer o schwarzsauer, que é consumido quente ou preservado em jarras.
Na Polónia, faz-se também uma sopa com sangue, chamada czernina.
Em Portugal, na região ao norte conhecida como Minho, faz-se uma sopa de sangue tradicional chamada sarrabulho, que leva sangue de porco, carne de frango, porco, presunto, salame, limão e pão, e é geralmente polvilhada com cominho, que oferece ao prato seu odor característico. É geralmente servido no inverno, por ser um prato um pouco pesado. No sul de Portugal, especialmente no Alentejo, faz-se uma preparação semelhante chamada sarapatel, feito do carneiro, que foi "exportada" para o Brasil e para Goa. Outro prato tradicional português conhecido como cabidela é feito cozinhando frango ou coelho em seu próprio sangue, normalmente diluído em vinagre.
Na Espanha, a salsicha conhecida como morcilla é um tipo de morcela feita principalmente com sangue de porco, especiarias, gordura e, às vezes, vegetais. Na Andaluzia, a sangre encebollada é um guisado popular feito com sangue de porco ou frango solidificado e cebola.
Na antiga Lacedemon, uma Cidade-Estado grega de Esparta, a sopa negra era comum, uma sopa com carne e sangue de porco.

### México e América do Sul
Como na Europa, inúmeras variedades de chouriço também são conhecidas no México (moronga), Peru (relleno), Chile (ñache), Argentina e Porto Rico (morcilla). Na região oeste de Santander na Colômbia, um prato chamado pepitoria é feito de arroz cozido em sangue de cabra. Mexicanos de certas regiões comem estômago de cabra recheado com sangue de porco e vegetais como uma iguaria. No Brasil, o tradicional prato português conhecido como cabidela (veja acima) também é consumido. Yaguarlocro, no Equador, é uma sopa de batata feita com salpicos de sangue de cabra.